# 火邪
火邪是中医学上对一类外界环境致病因素的称呼，为六淫之一。火邪属阳邪，与热的性质基本相同，临床多见高热、面红、目赤、烦渴引饮、舌红、舌苔发黄、脉数等，严重者还可能出现神志昏迷、痉厥、狂躁等症状。